# NGC 5041
NGC 5041 ist eine 13,4 mag helle Spiralgalaxie vom Hubble-Typ Sc im Sternbild Haar der Berenike am Nordsternhimmel. Sie ist schätzungsweise 335 Millionen Lichtjahre von der Milchstraße entfernt und hat einen Durchmesser von etwa 165.000 Lichtjahren.
Im selben Himmelsareal befinden sich u. a. die Galaxien NGC 5056, NGC 5057, NGC 5065.
Das Objekt wurde am 19. April 1865 vom dänischen Astronomen Heinrich Louis d’Arrest entdeckt.